# ژومبور برتس
ژومبور برتس (مجاری: Zsombor Berecz؛ زادهٔ ۲۶ آوریل ۱۹۸۶) قایقران قایق بادبانی اهل مجارستان است.